# 伍茲湖 (加利福尼亞州)
伍茲湖（英語：Lake of the woods）是位於美國加利福尼亞州克恩縣的一個人口普查指定地區。

## 地理
伍茲湖的座標為34°49′03″N 118°59′47″W / 34.81750°N 118.99639°W，而該地最高點為海拔高度1561米（即5121英尺）。

## 人口
根據2010年美國人口普查的數據，伍茲湖的面積為9.125平方千米，當中陸地面積為9.122平方千米，而水域面積為0.003平方千米。當地共有人口917人，而人口密度為每平方千米100人。